# Podrinje (Markušica)
Podrinje is een plaats in de gemeente Markušica in de Kroatische provincie Vukovar-Srijem. De plaats telt 281 inwoners (2001).